# Norte do Arizona
A região Norte do Arizona é dominada pelo Planalto do Colorado na fronteira sul, que no Arizona é chamado de Mogollon Rim. No oeste estende-se o Grand Canyon, que foi recortado pelo grande fluxo do Rio Colorado, enquanto a terra subiu lentamente ao seu redor. Na porção central estende o Deserto Pintado, compreendido por rochas sedimentares erodidas pela água e pelo vento, expondo brilhantes e espessas cores nas camadas das rochas. No leste, há as reservas indígenas de Hopi e Navajo, tendo terras que são divididas igualmente entre as tribos, causando disputas territoriais. Nesta áreas, os viajantes podem ajustar seus rádios para poderem ouvir transmissões na língua nativa dos índios. As duas maiores cidades são Kingman e Flagstaff, que é casa da Universidade do Norte do Arizona a do Observatório Lowell. Muito do território é compreendido por parques, reservas ou outras áreas controladas pelo governo federal.

## Monumentos Nacionais
- Canyon de Chelly National Monument
- Grand Canyon-Parashant National Monument
- Navajo National Monument
- Sunset Crater Volcano National Monument
- Walnut Canyon National Monument
- Wupatki National Monument